# Egységben az erő (Supergirl)

## Cselekmény
Kara megpróbál megmenteni egy hajót, de balul sül el, mert véletlenül kiszakítja a hajó oldalát, és töméntelen olaj folyik ki belőle, egyenesen az óceánba, így "Supergirl" ünnepelt hősből óriási balfék lesz. A lány ezt úgy próbálja kiküszöbölni, hogy meghívja James-t (Superman barátja) és Winn-t, akik úgy segítenek neki, hogy a rendőrök rádióját hallgatják, és folyamatosan közlik vele az aktuális bűncselekményeket. Kara visszaszerezi hírnevét. Eközben a lány gonosz nagynénje, Astra jelenik meg, és parancsolja meg egy Pokolbelinek, aki a Rozz erődből szabadult ki, hogy hozza hozzá Supergirlt. Eközben a DEO emberei megpróbálják elkapni a Pokolbelit, Hank Henshaw-val és Alexszel az élen. Nem sikerül nekik, ráadásul a szörnyű lény magával viszi Alexet. Ekkor Kara Jamesszel beszél az interjúról, amit a főnökük, Cat Grant kért Supergirlel, azaz Karával. Titkát jelenleg csak Winn, James, Alex és Hank tudják. Az utóbbi felhívja telefonon, és közli vele, hogy nővérét elrabolták. Kara rögtön odarepül, és találkozik Astrával, akiről korábban azt hitte, halott. Harcolni kezdenek, de nagynénje erősebb. Eközben Alex ágyékon szúrja a Pokolbelit, mire az rögtön összeesik. Kara és Astra között kezd kiegyenlítődni a küzdelem, Karának eszébe jut, mit tanított neki a nővére: Ha erősebb ellenféllel van dolgod, fordítsd azt a javadra, használd ellene a saját erejét!. Így amikor Astra arcon próbálja ütni, a lendületét kihasználva Supergirl a karjánál fogva elrepíti. Megjelenik Hank, akit a gonosz nagynéni lebecsül, vesztére, mert a férfi Kryptonnal szúrja le, mire Astra rögtön elrepül, és Kara ismét győz.

## Szereplők
| Karakter               | Színész           | Magyar hang        |
| ---------------------- | ----------------- | ------------------ |
| Kara Danvers/Supergirl | Melissa Benoist   | Gáspár Kata        |
| James Olsen            | Mehcad Brooks     | Nagy Dániel Viktor |
| Alex Danvers           | Chyler Leigh      | Varga Gabriella    |
| Winn Schott            | Jeremy Jordan     | Molnár Áron        |
| Hank Henshaw           | David Harewood    | Háda János         |
| Cat Grant              | Calista Flockhart | Kisfalvi Krisztina |
| Alura Zor-El/Astra     | Laura Benanti     | Horváth Lili       |
| Non                    | Chris Vance       | Varga Gábor        |
| Maxwell Lord           | Peter Facinelli   | Stohl András       |
| Kara (gyerek)          | Malina Weissman   | Károlyi Lili       |
| Pokolbeli              | Justice Leak      | Karácsonyi Zoltán  |